# Estiueig

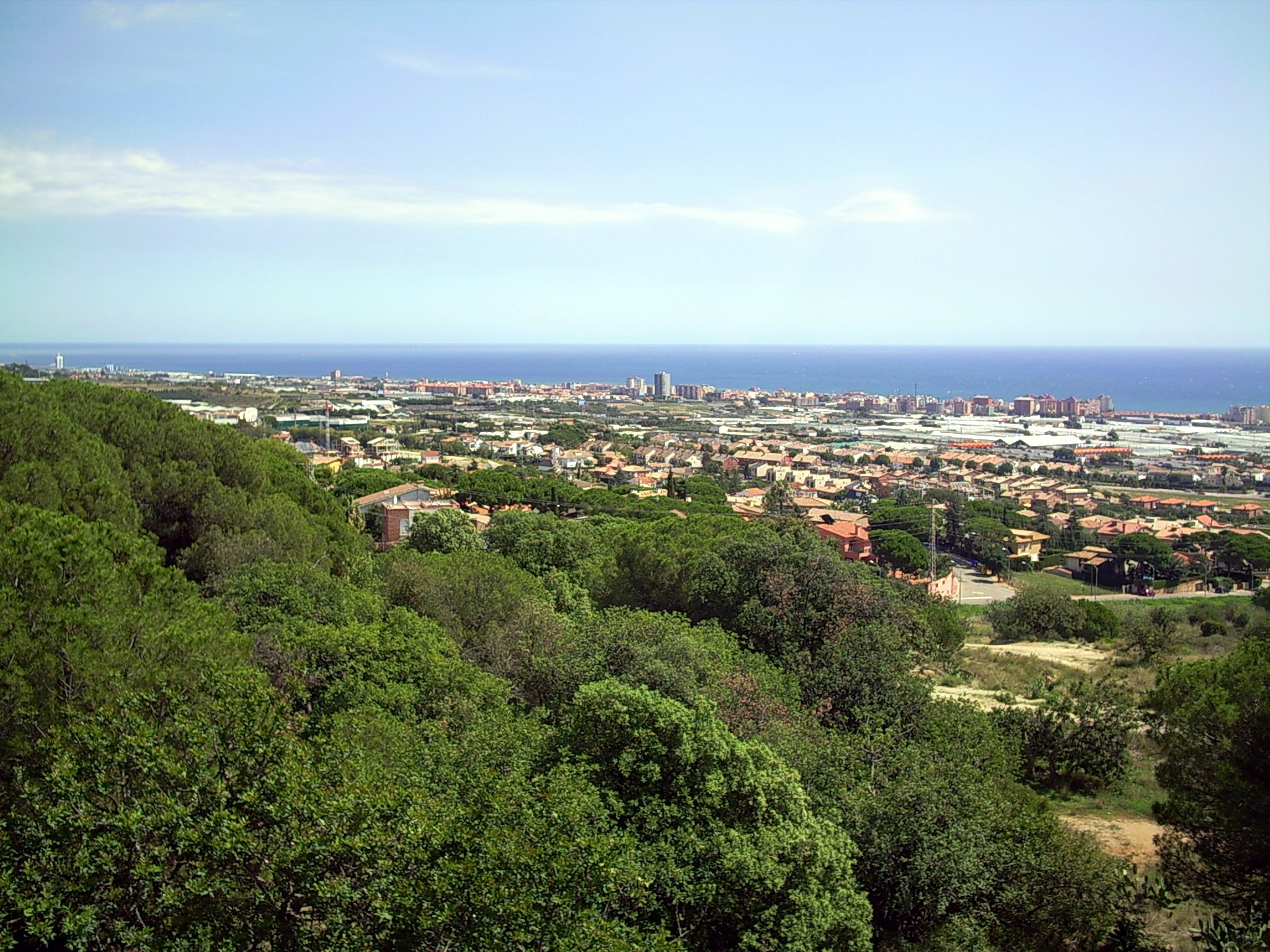
Vilassar de Mar, un dels antics llocs tradicionals d'estiueig de les classes benestants de Barcelona

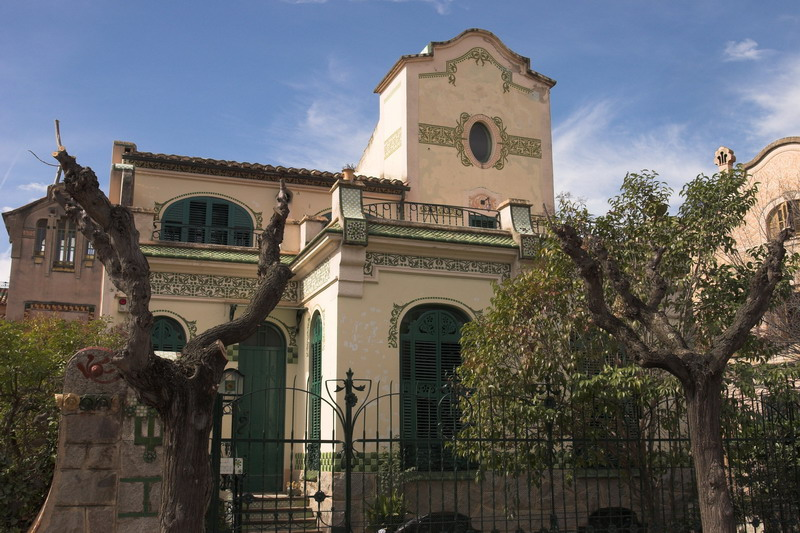
La Bombonera, casa d'estiueig a la Garriga

L'estiueig (calc del castellà veraneo) o estiuada és l'acció de passar l'estiu a una residència diferent de l'habitual.

## L'origen de l'estiueig a Catalunya
L'estiueig com a fenomen social va ser un costum que es va estendre entre les classes benestants de les zones urbanes de Catalunya, generalment de Barcelona, a partir de finals del segle xix, especialment després de la Revolució Industrial, i principis del segle xx.
Aquest fenomen va incloure la construcció o reforma integral de cases amb jardí en entorns rurals -cases senyorials, segones residències o torres d'estiueig-, per part de la burgesia industrial recentment apareguda. Aquestes famílies van escollir certs indrets de la costa, com Vilassar de Mar i Sitges, i també de certs indrets de l'interior de les terres catalanes com Cardedeu, la Garriga o Cerdanyola i l'Ametlla del Vallès, al Vallès, aprofitant la tranquil·litat, els aires saludables i fins i tot les aigües termals de les comarques allunyades de Barcelona, ciutat en aquell moment plena de fàbriques i focus de diferents epidèmies. Aquestes cases, generalment d'estil modernista, sovint eren molt grans.
Les famílies d'estiuejants, mentre romanien a la torre d'estiueig, feien vida social als casinos, a les places i passejos dels pobles i als salons i jardins de les seves segones residències.

## Conseqüències de l'estiueig
La presència de la colònia d'estiuejants va contribuir a la modernització de les vil·les properes a Barcelona, que ràpidament van poder comptar amb serveis com l'aigua corrent, l'electricitat o el servei de clavegueram. També va contribuir al desenvolupament econòmic de molts pobles rurals i de pescadors, afavorint el comerç local, les vies de comunicació amb les zones urbanes, la millora de serveis com fondes i balnearis, i donant un fort impuls a la construcció i el creixement urbanístic, fins al punt que alguns dels nuclis urbans van haver de dissenyar plans d'eixample per absorbir la demanda creixent de terrenys per a construir-hi torres de vacances. Tot i que la influència de la colònia estiuejant va ser gran, les relacions socials entre estiuejants i nadius van ser generalment classistes i els estiuejants mantenien les distàncies amb la població local, tant com era possible.
Amb el pas del temps, a mesura que les carreteres es varen millorar i els vehicles de tracció animal varen ser substituïts per vehicles de motor, les cases d'estiueig es varen allunyar de les zones urbanes. Algunes d'aquestes cases eren antigues cases de pescadors o de pagesos reformades.
A partir de l'últim terç del segle XX la pràctica es va estendre a una secció més ampla de la societat catalana i les antigues grans cases d'estiueig varen donar pas a xalets i apartaments de menors dimensions. Molts dels llocs d'estiueig tradicional, especialment a la costa, es varen tornar centres del turisme massificat, provinent de l'Europa central i del nord. Les distàncies classistes entre estiuejants i la població local varen minvar.
A poc a poc, vers el final del segle XX l'estiueig tradicional de tres o quatre mesos, amb minyones i tota la família, va donar pas a les vacances, cada vegada més curtes, fins que amb el canvi de les generacions la pràctica de l'estiueig es va desvirtuar i, com tal, va acabar desapareixent.